# Pomares (Arganil)
Pomares é uma povoação portuguesa sede da Freguesia de Pomares do Município de Arganil, freguesia com 31,52 km² de área e 431 habitantes (censo de 2021), tendo, por isso, uma densidade populacional de 13,7 hab./km².
Além da sede, a esta freguesia pertencem os lugares de Agroal, Barrigueiro, Barroja, Corgas, Espinho, Foz da Moura, Portelinha, Porto Silvado, Sobral Magro, Sobral Gordo, Sorgaçosa, Soito da Ruiva e Vale do Torno.

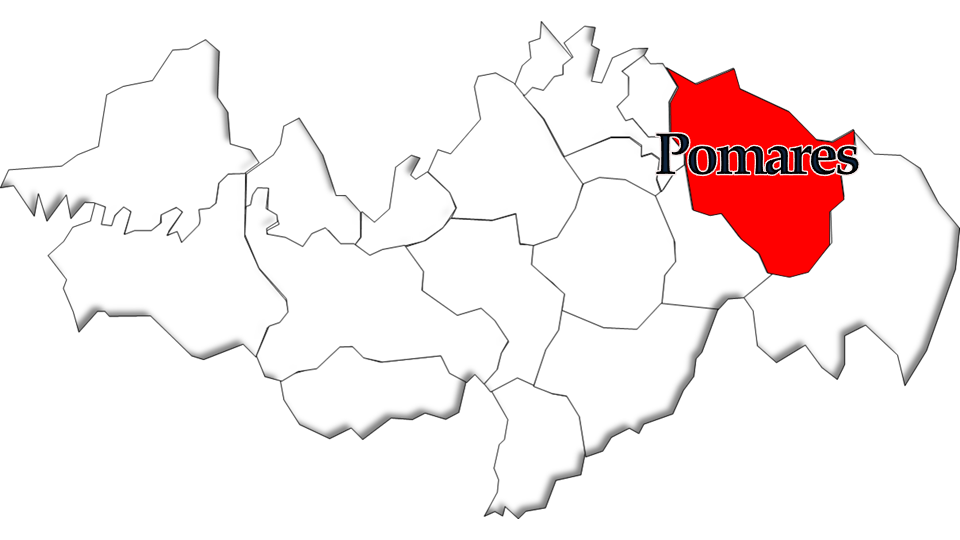
Localização da freguesia no Município de Arganil

## Demografia
A população registada nos censos foi:
| Distribuição da População por Grupos Etários | Distribuição da População por Grupos Etários | Distribuição da População por Grupos Etários | Distribuição da População por Grupos Etários | Distribuição da População por Grupos Etários |
| -------------------------------------------- | -------------------------------------------- | -------------------------------------------- | -------------------------------------------- | -------------------------------------------- |
| Ano                                          | 0-14 Anos                                    | 15-24 Anos                                   | 25-64 Anos                                   | > 65 Anos                                    |
| 2001                                         | 55                                           | 50                                           | 223                                          | 259                                          |
| 2011                                         | 53                                           | 27                                           | 217                                          | 216                                          |
| 2021                                         | 42                                           | 25                                           | 176                                          | 188                                          |

## Património
- Capela de S. Simão
- Cruzeiro
- Casas oitocentista e brasonada seiscentista
- Ponte (sobre o rio Moura)
- Parque eólico de Açor